# Сувио, Стен
Стен Сувио (фин. Sten Suvio; 25 ноября 1911 — 19 октября 1988) — финский боксёр, олимпийский чемпион.
Стен Сувио родился в 1911 году в посёлке Ханнила. В 1927 году занялся боксом. В 1929 и 1930 годах был серебряным призёром чемпионата Финляндии, в 1933—1936 годах удерживал титул чемпиона Финляндии. В 1936 году на Олимпийских играх в Берлине завоевал золотую медаль в весовой категории до 66,7 кг.
После Олимпиады в Берлине перешёл в профессионалы, в 1946 году стал чемпионом Финляндии среди профессионалов. В 1949 году завершил спортивную карьеру.
В 1949—1957 годах Стен Сувио работал тренером национальной сборной Швеции, затем в течение трёх лет был тренером национальной сборной Турции.